# 駿河丸城
駿河丸城（するがまるじょう）は、広島県北広島町にあった日本の城。

## 概要
1313年（正和2年）に安芸国大朝荘に下向した吉川経高が、大朝の本拠とすべく構えた城である。国の史跡。

## 沿革
1313年（正和2年）、中央の激変する情勢を危惧した吉川経高が一族郎党を連れて、所領の一つである安芸国大朝に下向して、本拠として築いた城である。後に吉川経見が南北朝時代末期に近隣に小倉山城を築き居城とするまでの約70年の間、安芸吉川氏の本拠となった。
国の史跡「吉川氏城館跡」の一つ。

## 構造
比高30mの丘陵上に造られた城で、南に伸びる二つの丘陵先端部を利用して築かれており、郭群は堀切や土塁を利用して造成された。規模も大きくなく、また城としての防御能力も高くなかった。

## 備考
駿河丸城と呼ばれていたという確たる証拠はなく、江戸時代中期以前は平家丸城と呼ばれていたとの資料もある。

## 所在地
広島県北広島町大朝間所